# 玛丽亚·佩雷斯·加西亚
玛丽亚·佩雷斯·加西亚（西班牙語：María Pérez García，1996年4月29日—）生于奥尔塞，是一名西班牙女子田径运动员，主攻竞走项目。她曾在2018年欧洲田径锦标赛女子20公里竞走项目上以1小时26分36秒的破锦标赛纪录和国家纪录的成绩获得冠军。获得2020年奥运会女子20公里竞走第四名（用时1:30:05）。